# آذرخش بر آب
آذرخش بر آب (انگلیسی: Lightning Over Water) فیلمی مستند به کارگردانی ویم وندرس و نیکلاس ری محصول سال ۱۹۸۰ است که روزهای پایانی زندگی نیکلاس ری، کارگردان آمریکاییِ سازندهٔ شورش بی‌دلیل را به‌تصویرمی‌کشد. فیلم در بخش خارج‌ازمسابقهٔ جشنواره کن سال ۱۹۸۰ نمایش داده شد.